# Edikt von Beaulieu
Das Edikt von Beaulieu, auch bekannt als Friede von Loches, wurde am 6. Mai 1576 von Heinrich III. von Frankreich in Beaulieu-lès-Loches unterzeichnet. Es beendete den Fünften Hugenottenkrieg, indem es die protestantische Religion anerkannte und ihr zahlreiche Garantien einräumte. Das Edikt wird auch als Friede von Monsieur bezeichnet, da der Bruder des Königs, Monsieur genannt, trotz seines Verrats der Hauptnutznießer war.

## Hintergrund
Das Edikt wurde erlassen, nachdem Paris durch die Truppen der protestantischen Fürsten bedroht worden war. Condé, Heinrich von Navarra und Turenne (3000 Arkebusiere aus dem Süden) hatten sich mit dem Herzog von Alençon, dem Bruder des Königs, Montmorency und Cossé-Brissac, die im Frieden von Champigny freigelassen worden waren, und schließlich mit Pfalzgraf Johann Casimir (mit 20.000 Söldnern, die Burgund geplündert hatten) verbündet. Der Gouverneur des Languedoc, Montmorency-Damville, ein Katholik, der jedoch mit den Protestanten in seiner Provinz verbündet war, hielt sich im Hintergrund. Der Herzog von Alençon führte die Partei der Malcontents an, in der sich die von der Regierungspolitik verbitterten Adligen zusammenfanden. Sie wollten insbesondere die Einflüsse bekämpfen, die den König Heinrich III. umkreisten. Sie hielten die Präsenz der Italiener am französischen Hof und im Umfeld der Königinmutter Caterina de’ Medici für schädlich für den französischen Adel.
Der französische König hatte weder Truppen noch Geld, um Söldner zu bezahlen. Er schickte seine Mutter, um den Frieden auszuhandeln.
Auf protestantischer Seite war die Lage nicht viel besser: Condé hatte den Familienschmuck eingesetzt, die verbündeten Protestanten des Südens hat sich zur Finanzierung des Krieges ausgeblutet. Vor allem aber lag fast ganz Frankreich auf den Knien, verwüstet von den Durchzügen der Söldner, die aus Deutschland kamen oder nach Deutschland zurückkehrten, von den protestantischen Banden oder der königlichen Armee, die alle vom Land lebten.

## Die ergriffenen Maßnahmen
Aus religiöser Sicht ist das Edikt das liberalste aller bis dahin unterzeichneten:
- Die Opfer der Bartholomäusnacht werden rehabilitiert;
- Ihr Eigentum wird den Familien zurückgegeben, die zudem sechs Jahre lang von Steuern befreit werden;
- Den Protestanten im Königreich Frankreich wird weitgehende Religionsfreiheit gewährt; mehrere Maßnahmen sollten dies garantieren:
  - Separate Friedhöfe, darunter in Paris der Cimetière de la Trinité;
  - Verbot der häufigen schikanösen Maßnahmen gegen sie, sei es in den Krankenhäusern oder den Collèges;
  - Ehen von aus den Orden ausgetretenen Priestern oder Nonnen sollen anerkannt werden;
- der katholische Gottesdienst soll überall wieder eingeführt werden, auch in protestantischen Städten, in denen er schon lange aufgegeben worden war; verschiedene Maßnahmen werden ergriffen, damit die Protestanten den katholischen Gottesdienst respektieren (Schließung an Feiertagen, Verbot, an Feiertagen Fleisch zu verkaufen);
- der Zehnt wird überall und von allen gezahlt.

Die protestantischen Gottesdienste blieben nur in Paris und am Hof verboten.
Das Edikt ergriff auch Maßnahmen, um die Fürsten zufriedenzustellen:
- Montmorency und Cossé-Brissac erhalten ihre Ämter zurück;
- Damville behält das Languedoc;
- Alençon erhält den Titel Herzog von Anjou, dazu die reichen Provinzen Anjou, Touraine und Berry sowie den strategisch wichtigen Ort La Charité-sur-Loire;
- Heinrich von Navarra erhält Guyenne sowie 600.000 Livres für verschiedene Titel;
- Condé wird Gouverneur der Picardie.

Johann Kasimir von der Pfalz erhält das Herzogtum Etampes, Château-Thierry, eine jährliche Pension von 40.000 Livres und sofort sechs Millionen.
Weitere Maßnahmen sollen die Sicherheit der Protestanten gewährleisten:
- Die von ihnen besetzten Städte werden ihnen überlassen;
- Aigues-Mortes und Beaucaire im Languedoc, Périgueux und Le Mas-de-Verdun in Guyenne, Péronne, Nyons und Serres in der Dauphiné, Issoire in der Auvergne, Seyne la Grand Tour in der Provence werden ihnen zusätzlich gegeben (die Liste ist nicht vollständig).
- In den Provinzparlamenten werden paritätische Kammern eingerichtet. Dies ist der Fall bei der Chambre de l’Édit de Castres, die danach von 1579 bis 1679 mit dem Parlement de Toulouse verbunden war.

Schließlich verzichtete der König auf die Verfolgung von Plünderern aus vergangenen Konflikten, die ihre Beute behalten dürfen, von allen, die königliches Gut gestohlen haben, sowie auf alle Steuerrückstände. Die Generalstände wurden einberufen.

## Anwendung
Der Folgekosten des Vertrags waren so hoch, dass das Schatzamt sie nicht allein bewältigen konnte – zumal der Surintendant des Finances, Pomponne de Bellièvre, als Geisel in die Pfalz verschleppt worden war. Die Königinmutter setzte ihre Juwelen ein, aber das reichte nicht aus; der katholische Adel zahlte Beiträge, allen voran die Guise; die Hugenotten und die Politik hingegen zahlten nichts oder profitierten sogar vom Frieden. Die Stadt Lucca, die Herzöge von Savoyen, Parma und Lothringen sowie der Papst mussten dem französischen König ebenfalls helfen.
Kein städtischer Gouverneur willigte ein, seine Stadt an die Fürsten, ob protestantisch oder katholisch, auszuliefern (so Angoulême und Bourges, die an den Herzog von Alençon fallen sollten). Dieser Frieden war für die Katholiken unannehmbar und führte zur Gründung lokaler Ligen zur Verteidigung der katholischen Religion, die sich bald in einer einzigen Liga hinter dem Herzog von Guise, der ein enormes Prestige genoss, zusammenschlossen. Der Frieden war nicht von Dauer und noch im selben Jahr erzwang die Liga die Wiederaufnahme der Kämpfe im Sechsten Hugenottenkrieg.